# Steinreihe von Poul-ar-Varquez
Die Steinreihe von Poul-ar-Varquez (oder Poul-ar-Vascouet) ist eine Steinreihe nordöstlich von Pleubian im Département Côtes-d’Armor in Frankreich. Sie besteht aus drei Menhiren auf einer Feldgrenze. Die Menhire bestehen aus Granit von Perros.
- Menhir Nr. 1 ist 2,15 m hoch. Auf der Breitseite misst er 1,0 m an der Basis und 0,75 m am Gipfel.
- Menhir Nr. 2 steht 15,4 m entfernt und ist etwa 2,0 m hoch. Die breiteste Seite misst an der Basis 1,25 m. Es ist senkrecht gesprungen.
- Menhir Nr. 3 steht 3,6 m vom vorherigen entfernt. Es ist 2,3 m lang mit einer durchschnittlichen Breite von 0,8 m.

Die Steinreihe ist seit 1982 als Monument historique eingetragen.
In der Nähe liegt die Allée couverte auf der Île Coalen.

Steinreihe von Poul-ar-Varquez
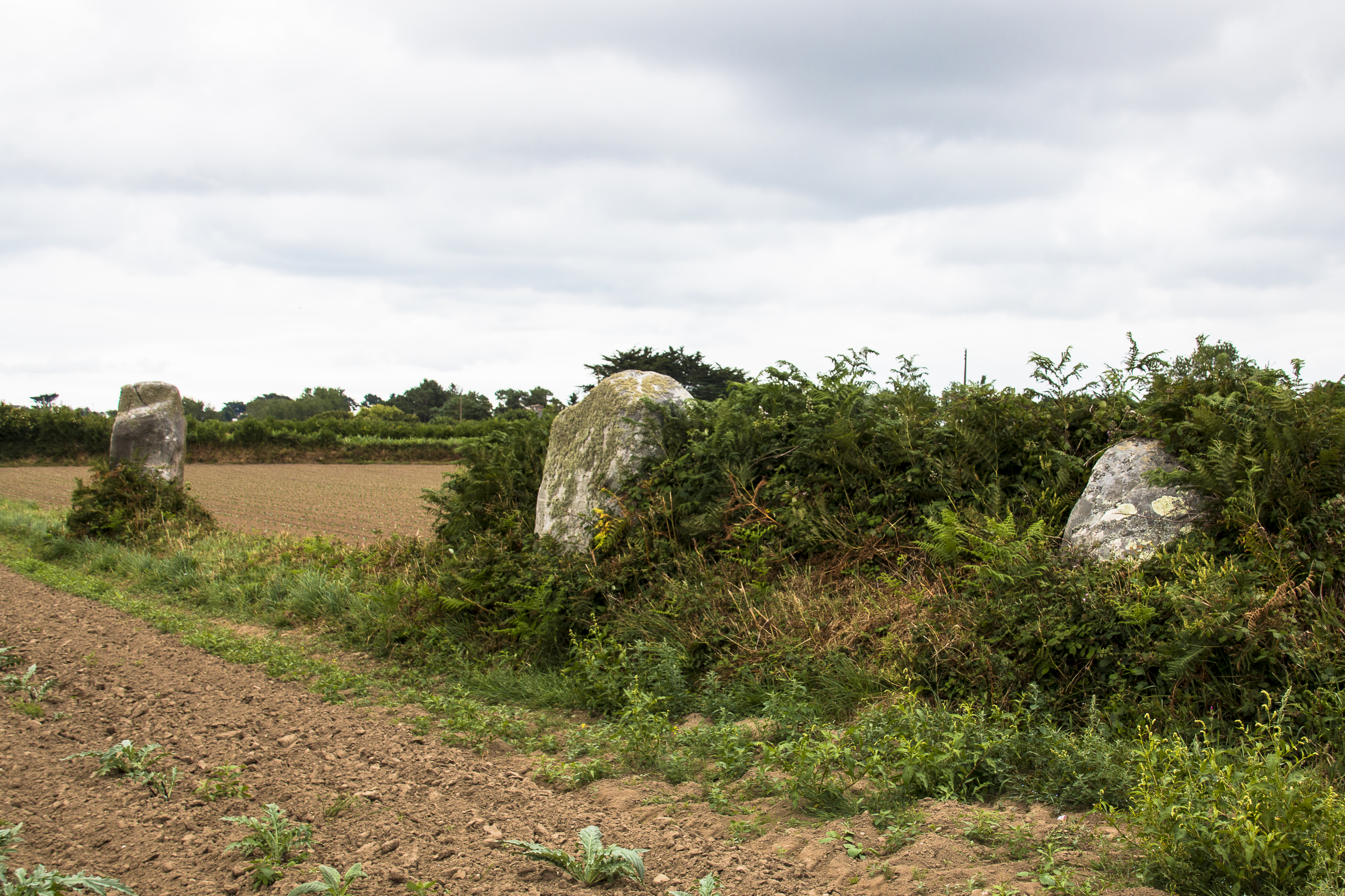
Steinreihe
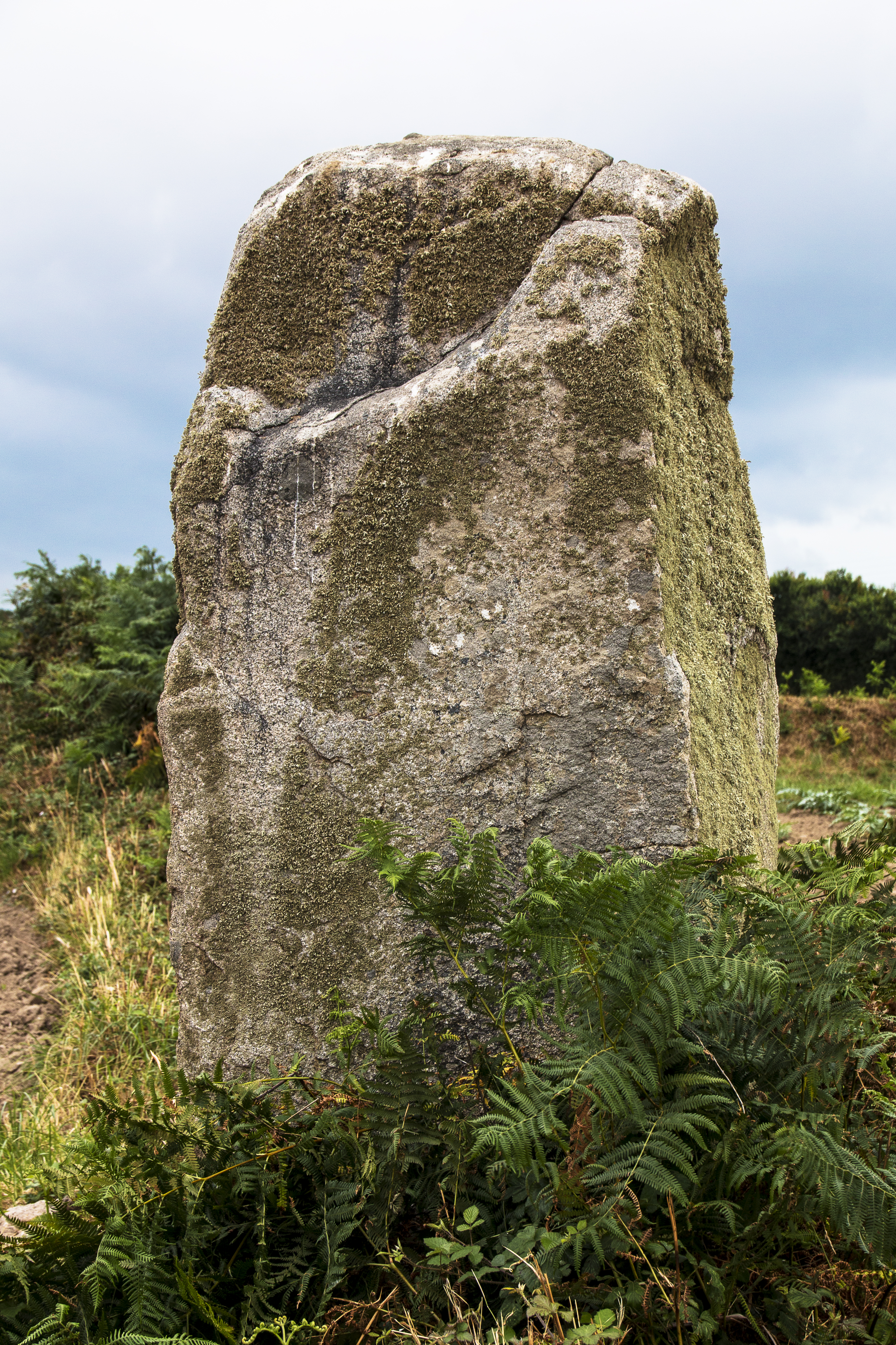
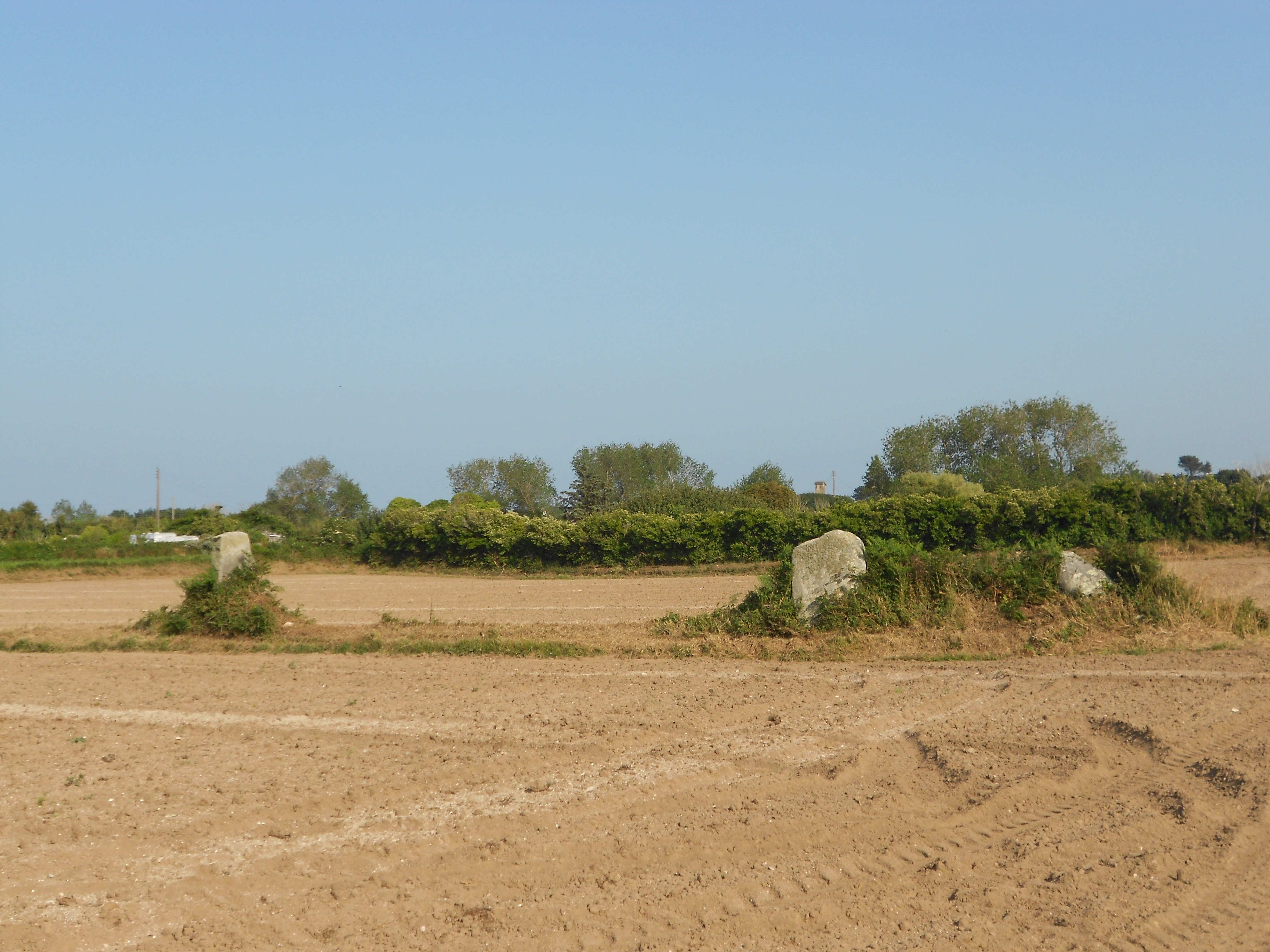
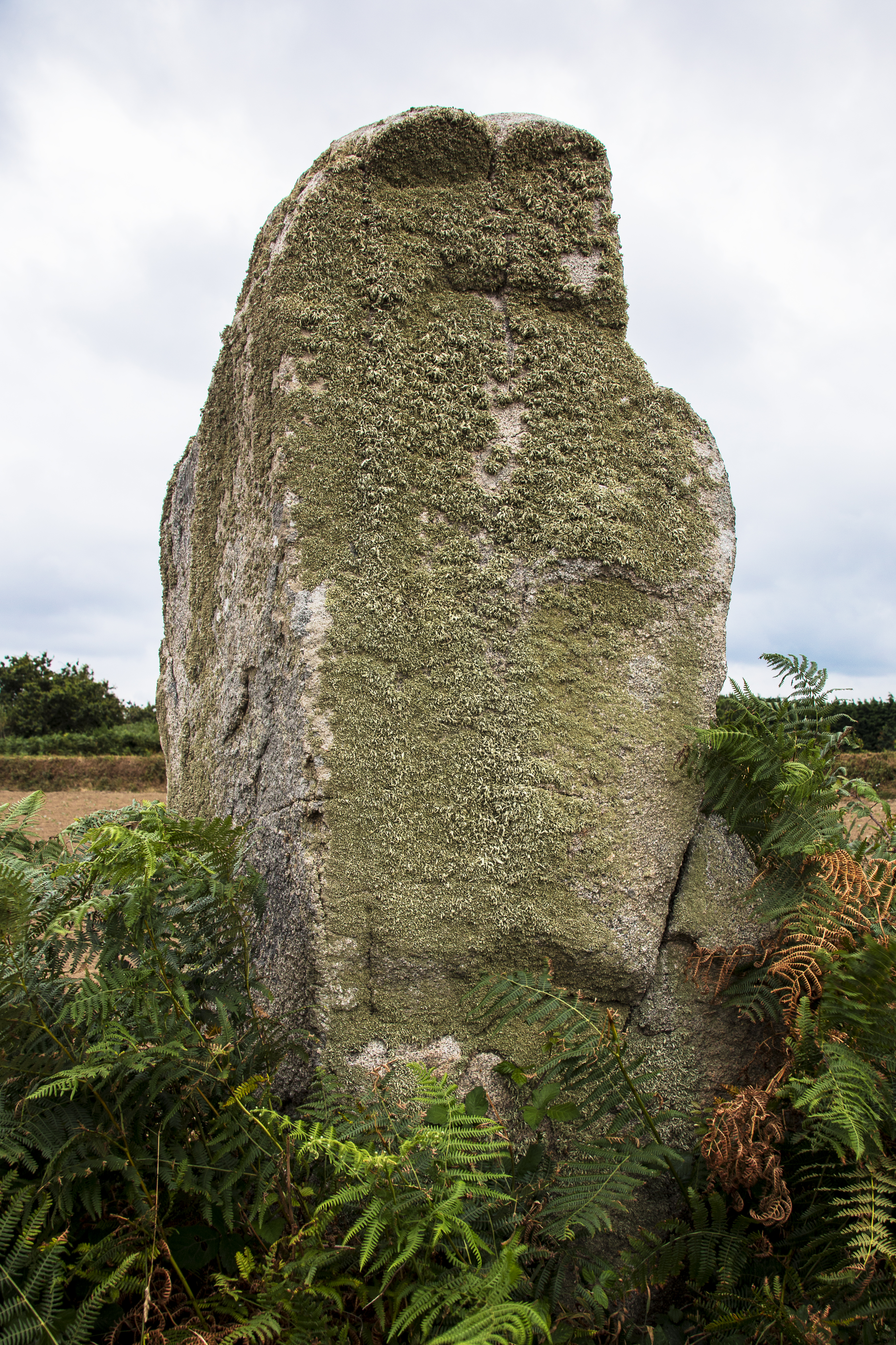